# Ridne, Djankoi
Ridne (în ucraineană Рідне) este un sat în comuna Stalne din raionul Djankoi, Republica Autonomă Crimeea, Ucraina.

## Demografie
Componența lingvistică a localității Ridne
     Tătară crimeeană (49,63%)
     Rusă (43,28%)
     Ucraineană (4,1%)
     Alte limbi (0,37%)
Conform recensământului din 2001, nu exista o limbă vorbită de majoritatea populației, aceasta fiind compusă din vorbitori de tătară crimeeană (49,63%), rusă (43,28%) și ucraineană (4,1%).